# Zamienniki cukru
Zamienniki cukru, substytuty cukru, zastępniki cukru, zwyczajowo słodziki – związki chemiczne mające słodki smak i zastępujące cukier spożywczy. Zalicza się do nich intensywnie słodkie środki słodzące (naturalne lub otrzymywane na drodze chemicznej) oraz naturalne cukrole. Przy tym samym efekcie słodzącym mają niższą od cukru wartość energetyczną, więc stosowane są podczas odchudzania się. Ze względów medycznych mają również zastosowanie w cukrzycy. Zamienniki cukru nie są też fermentowane przez bakterie w jamie ustnej, dzięki czemu nie wywołują próchnicy zębów. Poza słodkim smakiem, zamienniki cukru mają także szereg innych parametrów wpływających na organoleptyczny odbiór danej substancji. Wiele substancji słodzących pozostawia dodatkowy posmak lub wywołuje uczucie zimna na języku. Niektóre powodują utrzymywanie się słodkiego smaku przez dłuższy okres. Czynniki te mogą wpływać na niechęć konsumentów do ich stosowania.

## Intensywne środki słodzące
Bardzo intensywną słodycz wykazują niektóre substancje naturalne, na przykład taumatyna z owoców Thaumatococcus daniellii jest około 3500 razy słodsza od sacharozy. Jest ona znana od setek lat i dopuszczona do stosowania w żywności.
Większe znaczenie rynkowe mają jednak syntetyczne środki słodzące. Cechują się one słodkością setki razy większą od sacharozy, dzięki czemu można je stosować w bardzo małych ilościach. Pierwszym sztucznym środkiem słodzącym produkowanym na dużą skalę była sacharyna. Szczególnie duże znaczenie miała podczas wojen światowych z powodu braku naturalnego cukru. Do substancji najszerzej używanych na świecie należą aspartam i acesulfam K, oba około 200 razy słodsze od cukru.

Niektóre środki intensywnie słodzące
acesulfam K, E950
aspartam, E951
cyklaminian sodu, E952
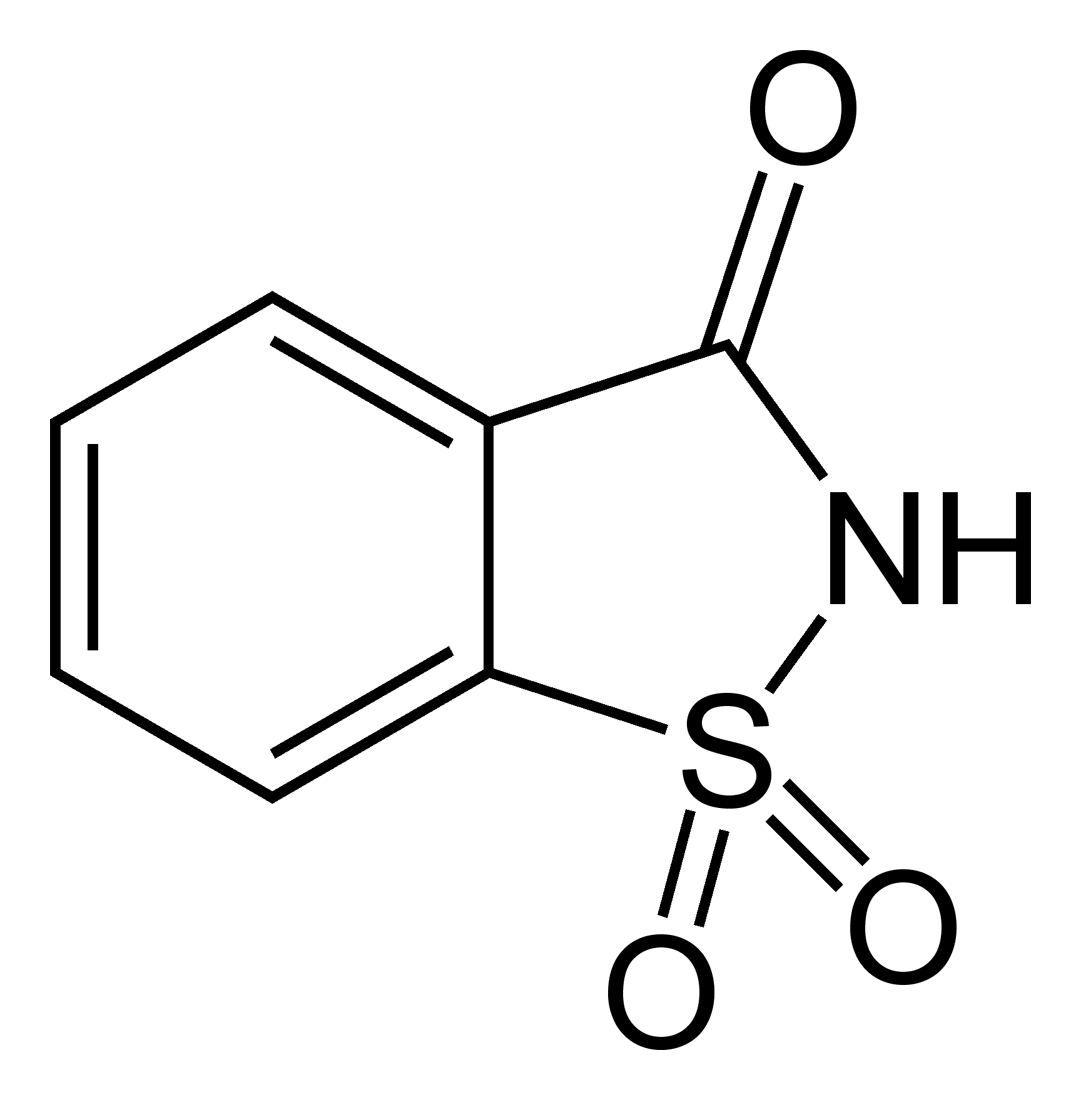
sacharyna, E954
alitam, E956
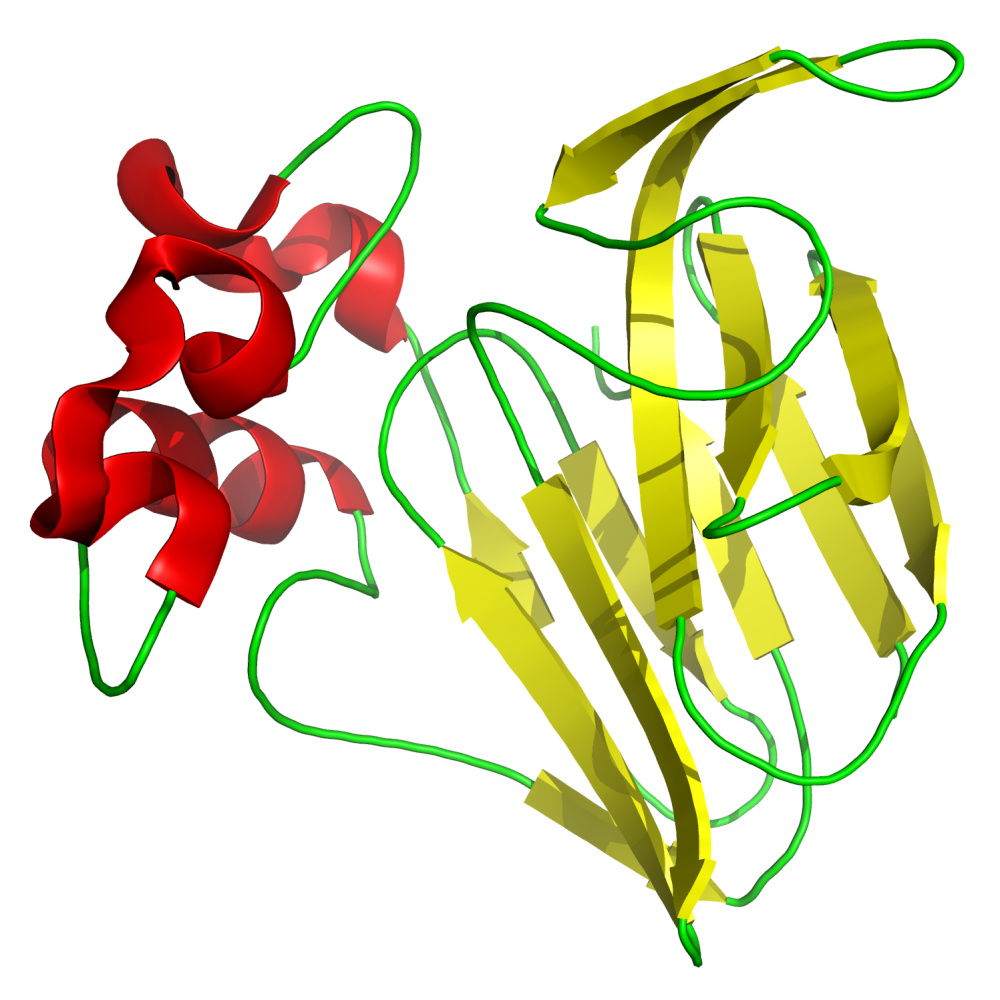
taumatyna, E957
dulcyna (wycofana)
neotam, E961
glikozydy stewiolowe
sukraloza

## Cukrole
Słodkość cukroli jest nieco niższa (mannitolu około 40%) lub zbliżona (ksylitolu) do słodyczy sacharozy, lecz mają one niższą wartość energetyczną, gdyż są słabo wchłaniane przez układ pokarmowy. Występują naturalnie, jednak do celów przemysłowych są otrzymywane półsyntetycznie na drodze redukcji odpowiednich cukrów lub metodą fermentacji.

Cukrole stosowane jako środki słodzące
sorbitol, E420
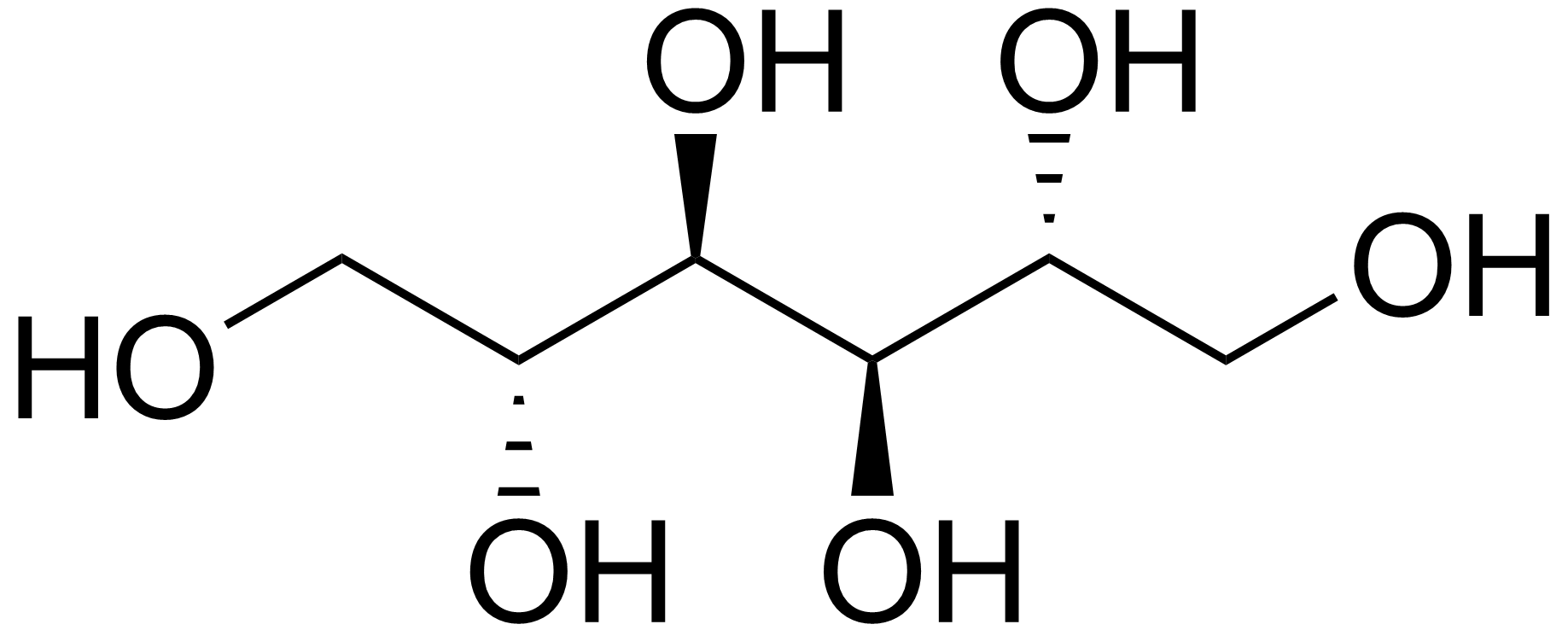
mannitol, E421
glicerol, E422
maltitol, E965
laktitol, E966
ksylitol, E967
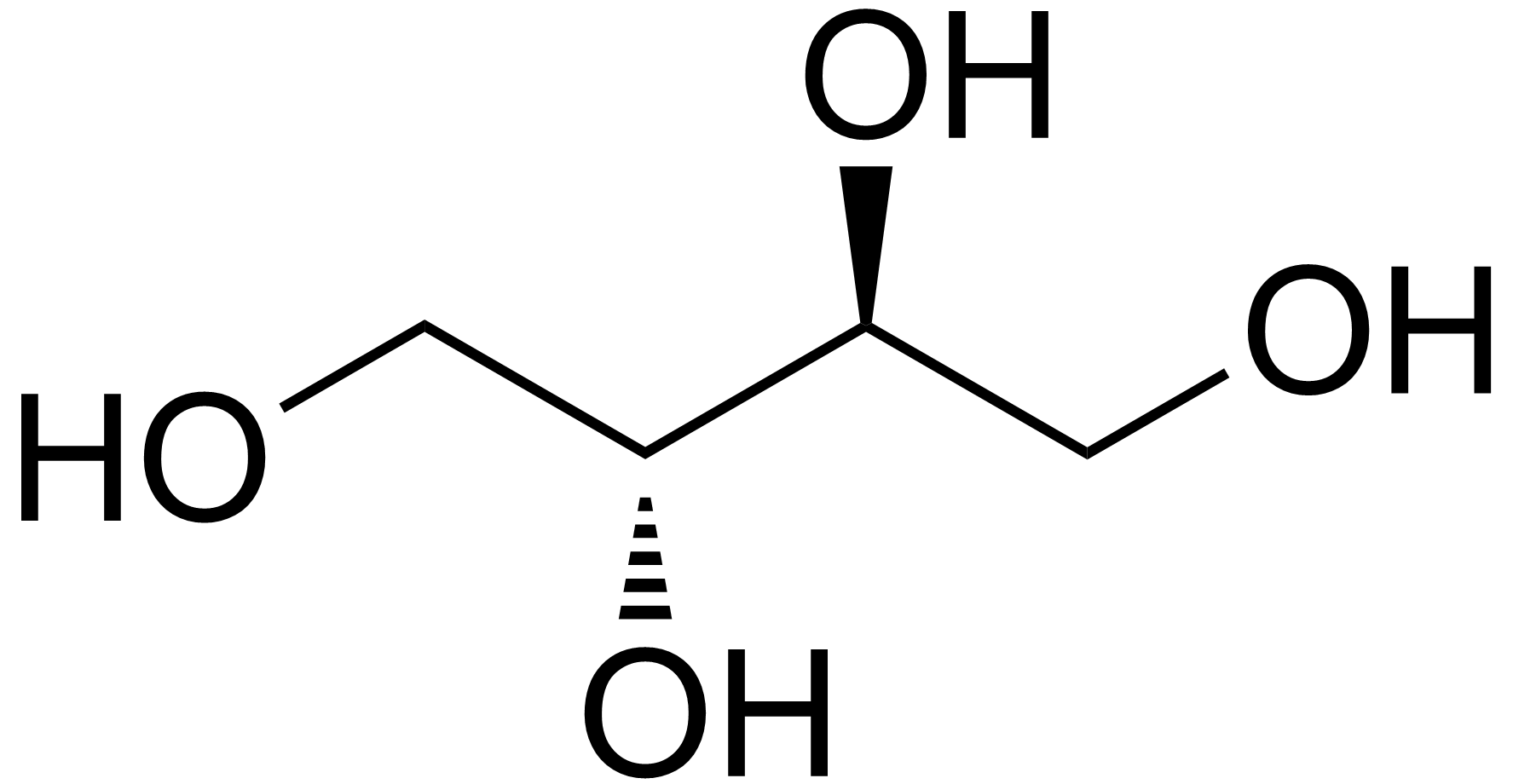
erytrytol, E968